# フラリッシュ
フラリッシュは、トランプを用いた曲芸的な技を言う。マジックにおいて現象を華やかに見せたり、演者の技術をアピールするための補助的な手段として使われたりすることが多い。ファンやスプリング、ドリブルなどが最も基本的なフラリッシュである。海外でフラリッシュを得意とする有名なマジシャンは、ブライアン・チューダー、デボ、ダン＆デイブ、フラリッシュマンなどが挙げられる。
広義には使われる道具はトランプだけに限定されない。具体的にはコイン、四つ玉、ライター、ウォンドなどがその対象となる。

## カード・フラリッシュの技術
1組のトランプのことをデック、それをいくつかに分割したものをパケットと呼ぶ。

### ワンハンドシングルカット
片手だけでデックを2つに分け、上下を入れ替える最も基本的なフラリッシュである。
- シャーリアカット

親指でデックを2つに分け、人差し指で押し上げ上下を入れ替える。シャーリエカット、チャーリーカット、チャリア・カットなどとも呼ばれる。
- トリプルシャーリア

シャーリアカットの上位技。片手でデックを3分割するカット。
- レボリューションカット

親指で持ち上げた後、人差し指と薬指を用いて横向きに旋回させながら入れ替える技。
- ロールカット

縦向きに回転させながら入れ替える技。
- シザーカット

人差し指を軸にして親指で時計回りにずらして入れ替える。
- バーティカルターンカット

人差し指と薬指でデックの半分を挟み、旋回させるカット。
- スローカット

空中に上半分を放り投げながら入れ替える高度技。

### ツーハンドカット
両手を使ってカットするタイプの技。
- バタフライカット

複合技。デックを4分割するカット。
- ブリッジ

デックを5分割するカット。最終的には、分割された5つのパケットが直線的に並び、橋のようになる。

### ファン
トランプを扇のようにきれいに広げる技。詳細はファン (カード)を参照。

### その他のカード・フラリッシュ
- リボンスプレッド

デックをテーブルの上に直線状に（または弧状に）きれいに並べて広げる。マジシャンにとっては初歩のテクニックである。
- リボンスプレッド・ターンオーバー

前述のリボンスプレッドによって広げたカードを将棋倒しのようにひっくり返す。クロースアップマットの上で行うとやりやすい。熟練すれば腕の上に広げ、そのまま腕の上でひっくり返すこともできる。
- スプリング

右手に持ったデックを湾曲させ、カードの弾性力を用いてカードを次々と弾き飛ばしてそれを左手で受け止めていく。最終的には全てのカードが右手から左手に移る。
- カスケード

スプリングと同様にカードの弾性力を用いてカードを右手から左手に移すのだが、カードを弾き飛ばすのではなく真下に滝のように落とすようにする。
- ワンハンドディール

片手でカードを配る技。
- ホンコン・スロー

左手でカードケースを開け中のカードを右手に投げ渡す技。
- フリップバック

手のひらに持ったデックを片手で手の甲に移動させる技。
- フリップバック・コンボ

フリップバックとシャーリア・カットの複合技。
- ピルエット

カードを指先で回転させるテクニック。
- ワンハンドシャッフル

片手でリフルシャッフルを行う技術。両手で行う場合もある。得意としているマジシャンにはリチャード・ターナーやブライアン・チューダーがいる。詳細はシャッフル (カード)を参照。

## コイン・フラリッシュの技術
- コイン・ロール

人差し指の付け根の背の部分にコインを乗せる。続いてコインを半回転させながら中指の同じ位置に移す。同様にして薬指に移す。そのあとはコインを小指と薬指で挟み、手のひら側を経由させて親指と人差し指で挟む。そしてまた元に位置にコインを戻す。これを何度も繰り返す。右手から左手に移動させたり、逆向きに移動させたり手の内側で移動させたりすることもできる。
- コイン・スピン

コインをテーブルの上などで回転させる。
- コイン・スター

5枚のコインを重ねた状態から一瞬で広げる技。最終的にはそれぞれのコインが左右の指の間で保持される。
- フリップ

コインを片手で持ち親指を使ってはじき上げる。
- ロール・ダウン

4枚のコインを片手で広げる技。
- マッスル・パス

手の平の筋肉を使ってコインを飛ばす技。